# Rallye autrichien des Alpes
Le Rallye alpin d'Autriche, ou Rallye des routes alpines d'Autriche (encore nommé Österreichische Alpenfahrt, ou Austrian Alpine Rally) est une ancienne épreuve de rallye qui a été incorporée à chaque saison du Championnat international des marques (en 1970, 1971 et 1972), et une unique fois au Championnat du monde des rallyes (l'année suivante).

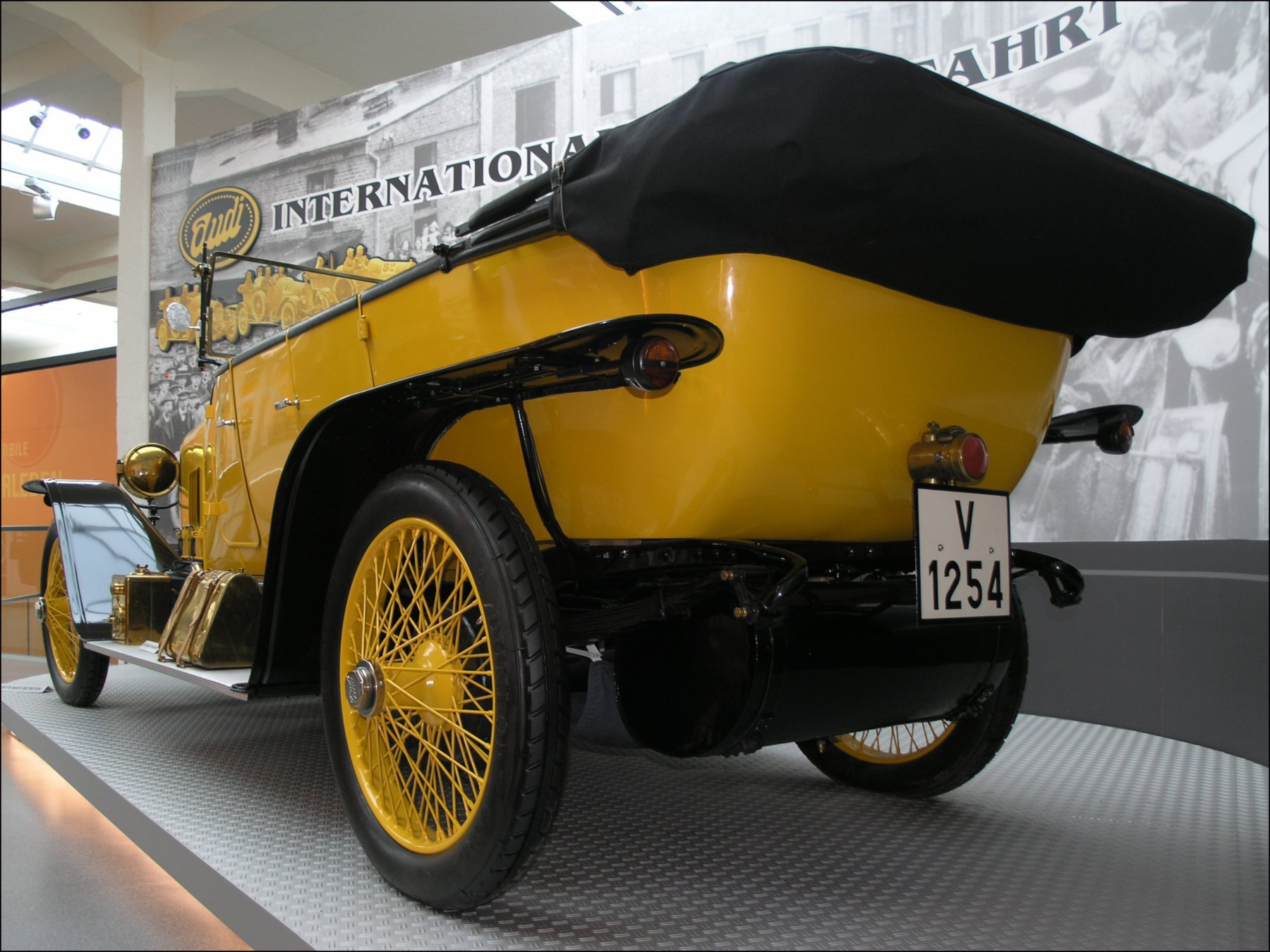
Audi Type C de 1912.

## Histoire
Il se dispute pour la toute première fois en 1910 (donc une année avant le Rallye Monte-Carlo), étant considéré alors comme l'un des rallyes les plus durs au monde, avant la première guerre mondiale.
Après celle-ci, il devient l'International Alpine Rally, de 1928 à 1936, grâce à la participation financière de plusieurs Associations et Clubs automobiles européens, l'Autriche ne pouvant plus suffire à elle seule à son financement, traversant alors également de fait la Suisse, la France, l'Allemagne et l'Italie. 
Il redémarre en 1949, avec des équipages motocyclistes majoritaires jusqu'en 1965, pour des raisons économiques, les automobiles ne représentant le plus grand nombre qu'à partir de 1966. Il est intégré au championnat d'Europe durant les années 1960, en 1964 puis de 1966 à 1969.
Il cesse -presque définitivement- d'exister en 1974, à la suite du premier choc pétrolier mondial. 
Cependant il "ressuscite" en 2002, sous le nom de Internationale Österreichische Alpenfahrt Classic Rallye, et fête le centenaire de cette vénérable compétition en 2010 lors de l'organisation de l'épreuve à Bad Kleinkirchheim.

## Palmarès IMC et WRC

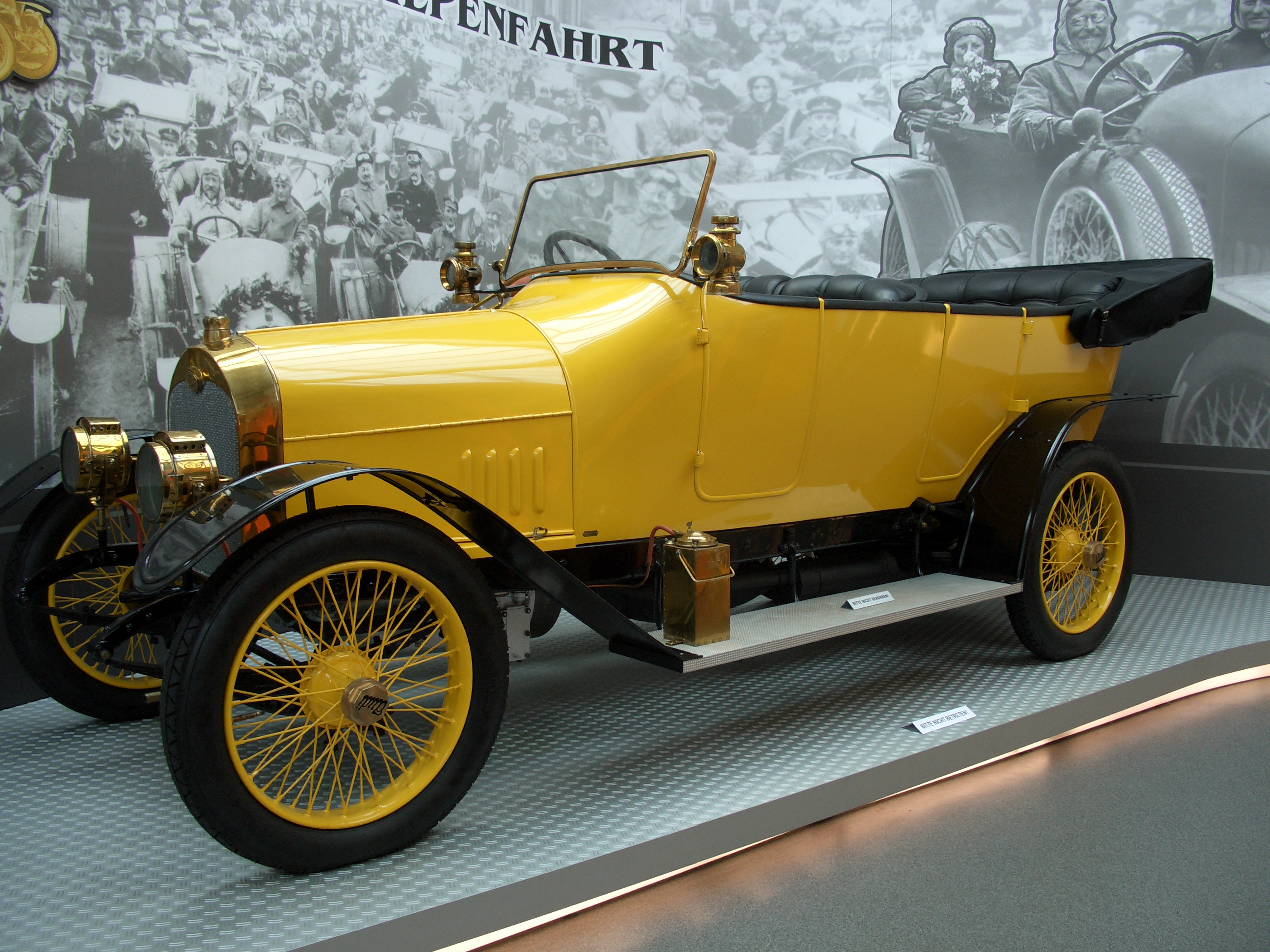
L'Audi Type C Alpensieger de l'Österreichische Alpenfahrt.

| Édition | Année | Vainqueur       | Copilote        | Véhicule                 | Catégorie |
| ------- | ----- | --------------- | --------------- | ------------------------ | --------- |
| 44e     | 1973  | Achim Warmbold  | Jean Todt       | BMW 2002 TII             | WRC       |
| 43e     | 1972  | Håkan Lindberg  | Helmut Eisendle | Fiat 124 Sport Spyder    | IMC       |
| 42e     | 1971  | Ove Andersson   | Arne Hertz      | Alpine-Renault A110 1600 | IMC       |
| 41e     | 1970  | Björn Waldegård | Lars Nyström    | Porsche 911 S            | IMC       |

### Palmarès complet
Appellation Österreichische Alpenfahrt :
- 1910: Fritz Roth (Sports Classe - 1er pilote vainqueur d'un rallye)
- 1911: Fritz Roth (Sports Classe - BMW 328)
- 1912: August Horch (Audi Type C Alpensieger 14/35)
- 1913: August Horch (Audi Type C Alpensieger 14/35)
- 1914: August Horch (Audi Type C Alpensieger 14/35)

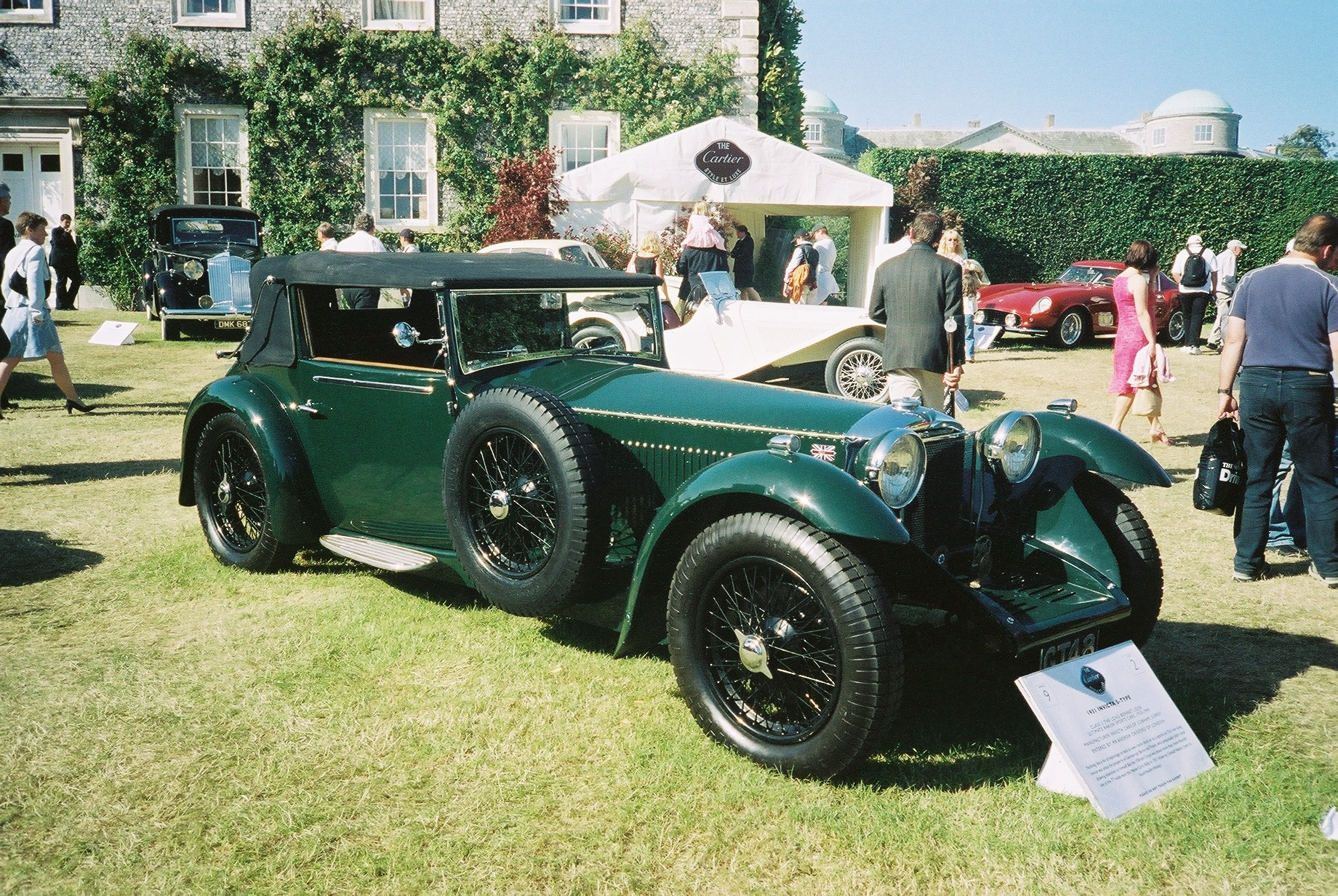
Invicta S-Type 4½-Litre "Low Chassis" Sports de 1931 (modèle vainqueur en 1931 et 1932, avec D.Healey).

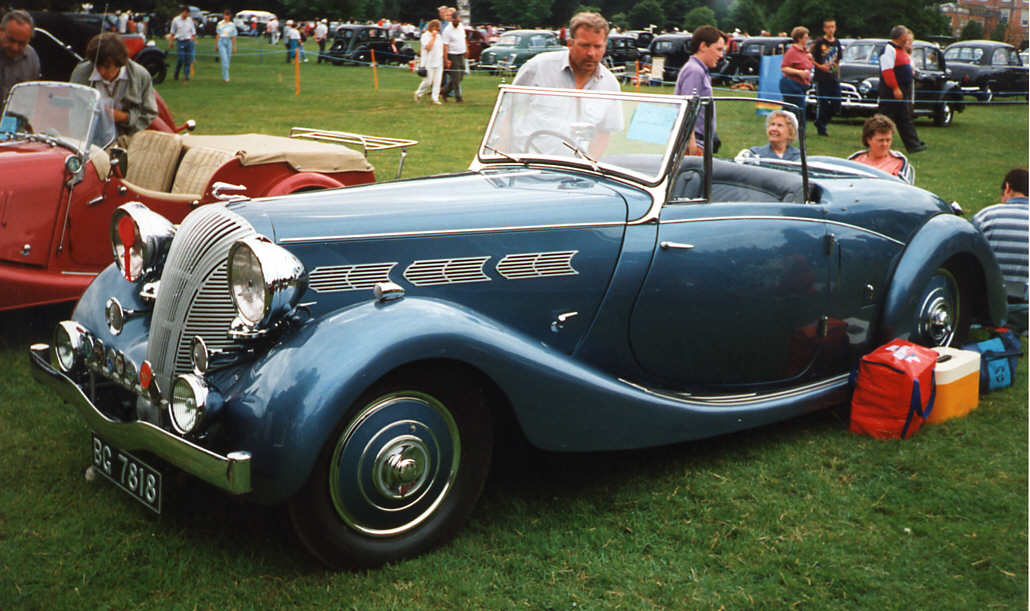
La Triumph Dolomite Roadster 14/65 (1937-1939) créée par D.Healey, le quadruple vainqueur des années 1930.

Appellation Coupe des Alpes autrichiennes :
- 1925: Comte Heinrich Schönfeldt
- 1928: Otto Löhr
- 1929: Fredo Sporkhorst
- 1930: 9 concurrents sans point de pénalités
- 1931: Donald Healey (Invicta S-Type 4.5)
- 1932: Donald Healey (Invicta S-Type 4.5)
- 1933: Desiderius von Bitzy
- 1934: Donald Healey (Triumph), et Comte Ludwig Lodron
- 1935: 9 concurrents sans point de pénalités
- 1936: Donald Healey (Triumph) (seul vainqueur de 4 Coupes des Glaciers)

- 1949: 5 vainqueurs de classes (Max Lindner, Karel Vrdlovec, Ludwig Breit, Wolfgang Denzel, Georg Fallenegger)
- 1950: 5 vainqueurs de classes (Max Lindner, Karl Hirsch, Herbert Günther, Otto Mathé, Georg Fallenegger)
- 1951: 2 vainqueurs de classes (Alois Kopecný, Helm Glöckler) (Touring, et Sports)
- 1952: 2 vainqueurs de classes (Karl Hirsch, Docteur Siegfried von Pachernegg) (Touring, et Sports)
- 1953: 2 vainqueurs de classes (Lothar Stiglechner, Paul Stegelmann) (Touring, et Sports)
- 1954: Wolfgang Denzel (Sports Classe)
- 1955: pas de Coupe alpine (dite Gletscherpokal ou Coupe des Glaciers) décernée, bien que 2 équipages (sur les 50 au départ et les 31 à l'arrivée) n'aient enregistré aucune pénalité.
- 1956: 2 vainqueurs de classes (Walter Schatz, Wolfgang Denzel) (Touring, et Sports)
- 1957: 2 vainqueurs de classes (Docteur Arnulf Pilhatsch, Hans Bauer) (Touring, et Sports)
- 1958: Georg Kaufmann (Touring Classe)
- 1959: 3 vainqueurs de classes (Baron Alex von Falkenhausen, Walter Huber, Docteur Arnulf Pilhatsch) (Touring, GT, et Sports)
- 1960: 2 vainqueurs de classes (Franz Prach, Docteur Arnulf Pilhatsch) (Touring, et GT)
- 1961: 2 vainqueurs de classes (Johannes Ortner, Rudolf Trefz) (Touring, et GT)
- 1962: 2 vainqueurs de classes (Johannes Ortner, Gert Greil) (Touring, et GT)
- 1963: 3 vainqueurs de classes (Ferdinand Mitterbauer, Wilfried Gass, Eduard Wieser) (Touring, GT, et Sports)
- 1964: Paddy Hopkirk (Austin-Healey 3000) (copilote Henry Liddon)
- 1965: 2 vainqueurs de classes (Docteur Arnulf Pilhatsch, Johannes Ortner) (Touring, et GT)
- 1966: Paddy Hopkirk (Mini Cooper S) (copilote Henry Liddon)
- 1967: Sobieslaw Zasada (Porsche 911 S) (copilote Jerzy Dobrzansky)
- 1968: Bengt Söderström (Ford Escort Twin Cam) (copilote Gunnar Palm)
- 1969: Hannu Mikkola (Ford Escort TC) (copilote Jim Porter) (dernière présence en Championnat d'Europe (ERC))
- 1970: Björn Waldegård (Porsche 911 S) (copilote Lars Nyström) (Championnat International des Marques, ou CIM)
- 1971: Ove Andersson (Alpine A110 1600) (copilote Jim Porter) (CIM)
- 1972: Håkan Lindberg (Fiat 124 Spyder) (copilote Helmut Eisendle) (CIM)
- 1973: Achim Warmbold (BMW 2002 Tii) (copilote Jean Todt) (WRC)